# A holnap már ném lesz szomorú
A holnap már ném lesz szomorú – utwór węgierskiego piosenkarza Károla „Charliego” Horvátha promujący jego czwarty album studyjny pt. Fűszer cseppenként z 1998. Piosenkę napisali przez István Lehr i Attila Horváth.
W 1998 utwór reprezentował Węgry w 43. Konkursie Piosenki Eurowizji w Birmingham i zajął w nim 23. miejsce. Charlie nagrał utwór również w języku angielskim – „Sadness Will Be Over Tomorrow”.

## Lista utworów
CD single
1. „Sadness Will Be Over Tomorrow” – 3:00
2. „A holnap már ném lesz szomorú” – 3:00
3. „Everyone’s Somebody’s One” – 4:17

## Personel
W nagraniu singla wzięli udział:
- Károly Paczári  – miksowanie
- István Lerch  – muzyka, aranżacja, instrumenty klawiszowe
- Attila Horváth – tekst
- Henriett Czerovszky, Bea Tisza – wokal wspierający
- Béla Lattman – gitara basowa
- Péter Szendőfi – perkusja
- Attila László – gitara
- Tamás Szabó – harmonijka ustna
- Kornél Horváth – instrumenty perkusyjne
- Miklós Malek – instrumenty smyczkowe, aranżacja smyczków